# Beauchamps (Manche)
Pour les articles homonymes, voir Beauchamps.
Beauchamps (prononciation boʃɑ̃:) est une commune française, située dans le département de la Manche en région Normandie, peuplée de 438 habitants.
Elle fait partie des villages labellisés Village patrimoine, qui œuvrent à mettre en avant leurs patrimoines matériels et/ou immatériels (historique, culturel, naturel, architectural, etc.). 

## Géographie

### Localisation
| Équilly | Le Mesnil-Rogues | Le Mesnil-Villeman |
| Équilly | Beauchamps       | Champrepus         |
| Équilly | Équilly          | La Haye-Pesnel     |

### Hydrographie
La commune est située dans le bassin Seine-Normandie. Elle est drainée par l'Airou, le cours d'eau 01 de la Houlinnière, le cours d'eau 01 de la Querterie, le cours d'eau 01 du Village au Chemin et le cours d'eau 02 de la Pichardière,,.
L'Airou, d'une longueur de 30 km, prend sa source dans la commune de La Trinité et se jette  dans la Sienne à Ver, après avoir traversé douze communes. Les caractéristiques hydrologiques de l'Airou sont données par la station hydrologique située sur la commune de Gavray-sur-Sienne. Le débit moyen mensuel est de 1,79 m3/s. Le débit moyen journalier maximum est de 21,8 m3/s, atteint lors de la crue du 26 janvier 1995. Le débit instantané maximal est quant à lui de 29,3 m3/s, atteint le 25 octobre 1998.

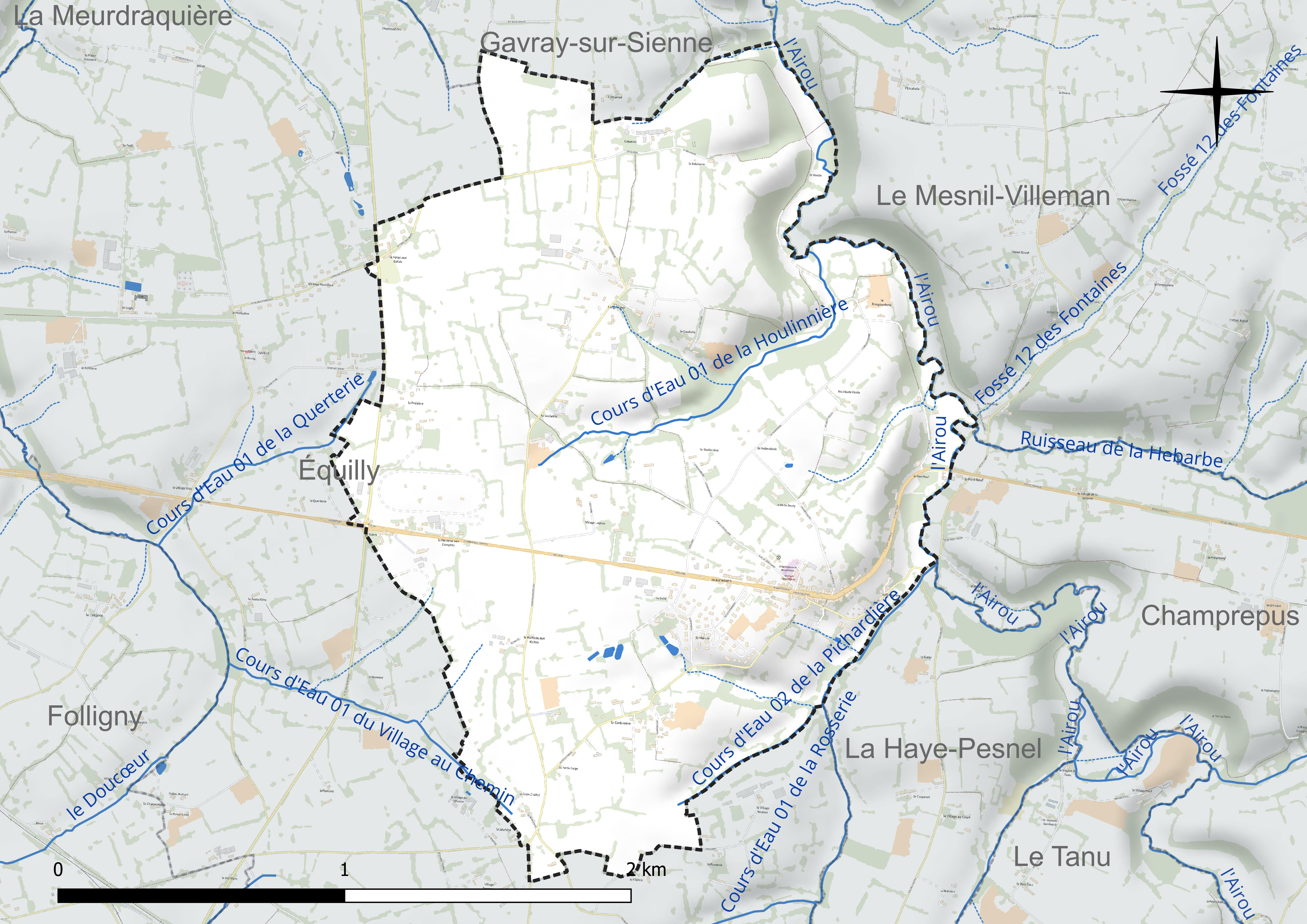
Réseau hydrographique de Beauchamps.

### Climat
Pour des articles plus généraux, voir Climat de la Normandie et Climat de la Manche.
En 2010, le climat de la commune est de type climat océanique franc, selon une étude du CNRS s'appuyant sur une série de données couvrant la période 1971-2000. En 2020, Météo-France publie une typologie des climats de la France métropolitaine dans laquelle la commune est exposée à un climat océanique et est dans la région climatique  Normandie (Cotentin, Orne), caractérisée par une pluviométrie relativement élevée (850 mm/a) et un été frais (15,5 °C) et venté. Parallèlement le GIEC normand, un groupe régional d'experts sur le climat, différencie quant à lui, dans une étude de 2020, trois grands types de climats pour la région Normandie, nuancés à une échelle plus fine par les facteurs géographiques locaux. La commune est, selon ce zonage, exposée à un « climat contrasté des collines », correspondant au Bocage normand, bien arrosé, voire très arrosé sur les reliefs les plus exposés au flux d'ouest, et frais en raison de l'altitude.
Pour la période 1971-2000, la température annuelle moyenne est de 10,8 °C, avec une amplitude thermique annuelle de 12 °C. Le cumul annuel moyen de précipitations est de 964 mm, avec 13,9 jours de précipitations en janvier et 9 jours en juillet. Pour la période 1991-2020, la température moyenne annuelle observée sur la station météorologique la plus proche, située sur la commune de Longueville à 14 km à vol d'oiseau, est de 11,9 °C et le cumul annuel moyen de précipitations est de 802,4 mm,. Pour l'avenir, les paramètres climatiques de la commune estimés pour 2050 selon différents scénarios d'émission de gaz à effet de serre sont consultables sur un site dédié publié par Météo-France en novembre 2022.

## Urbanisme

### Typologie
Au 1er janvier 2024, Beauchamps est catégorisée commune rurale à habitat dispersé, selon la nouvelle grille communale de densité à sept niveaux définie par l'Insee en 2022.
Elle est située hors unité urbaine. Par ailleurs la commune fait partie de l'aire d'attraction de Granville, dont elle est une commune de la couronne,. Cette aire, qui regroupe 34 communes, est catégorisée dans les aires de moins de 50 000 habitants,.

### Occupation des sols
L'occupation des sols de la commune, telle qu'elle ressort de la base de données européenne d'occupation biophysique des sols Corine Land Cover (CLC), est marquée par l'importance des territoires agricoles (89,6 % en 2018), en diminution par rapport à 1990 (90,4 %). La répartition détaillée en 2018 est la suivante : prairies (65,8 %), terres arables (12 %), zones agricoles hétérogènes (11,8 %), zones urbanisées (7 %), forêts (3,4 %). L'évolution de l'occupation des sols de la commune et de ses infrastructures peut être observée sur les différentes représentations cartographiques du territoire : la carte de Cassini (XVIIIe siècle), la carte d'état-major (1820-1866) et les cartes ou photos aériennes de l'IGN pour la période actuelle (1950 à aujourd'hui).

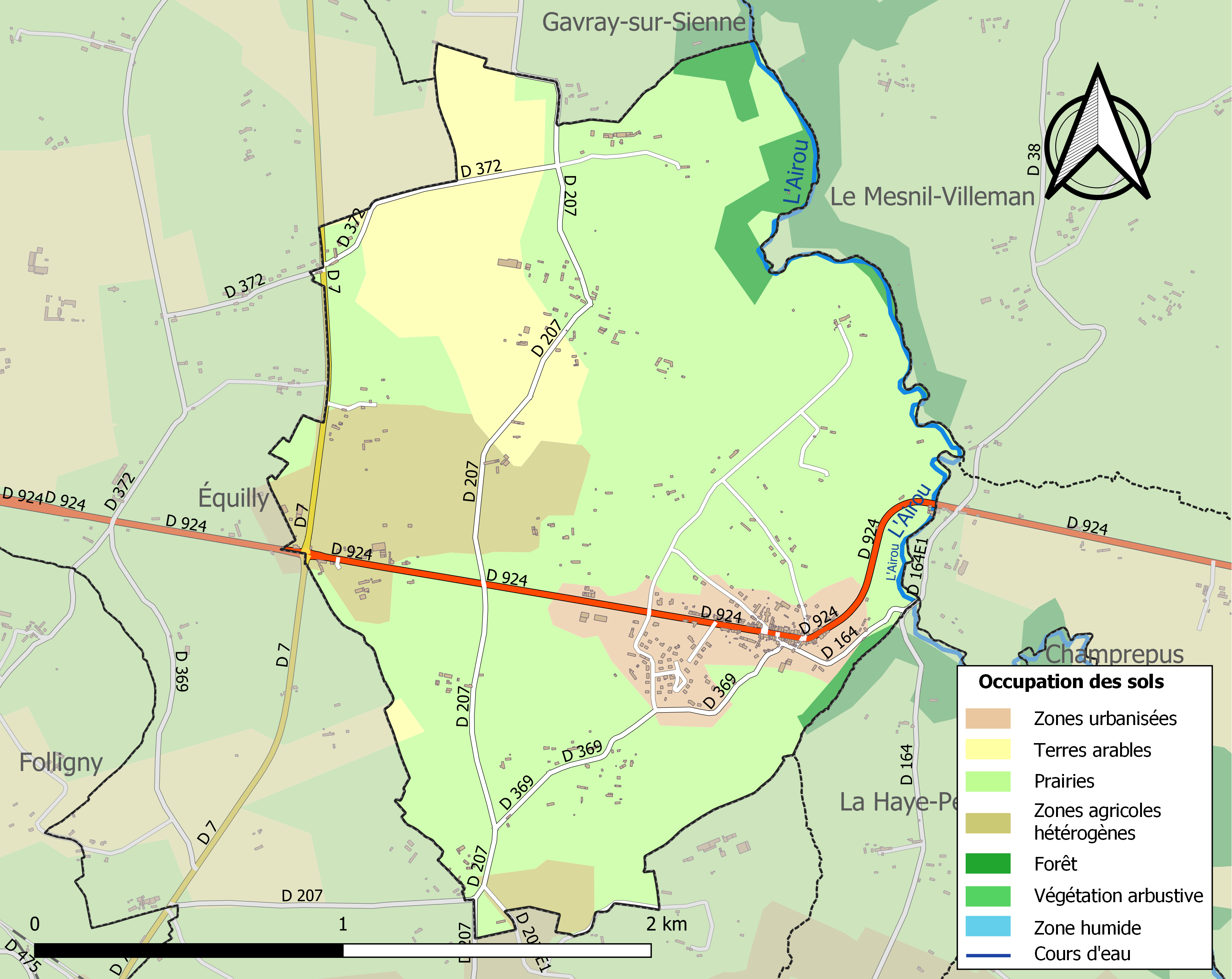
Carte des infrastructures et de l'occupation des sols de la commune en 2018 (CLC).

## Toponymie
Le nom de la localité est attesté sous la forme Bello Campo en 1172 et en 1280.
L'absence d'article permet d'envisager une création précoce (avant l'an mil), mais les attestations anciennes manquent.
Toponyme médiéval reposant sur l'ancien français bel champ, l'appellatif champ avait en toponymie le sens de « plaine cultivée ».
L'adjectif beau en toponymie n'est pas toujours le reflet d'une impression esthétique : il peut en effet évoquer toutes sortes d'autres caractéristiques positives, probablement ici la fertilité.

## Histoire
Berceau du lignage anglo-normand des Beauchamp, souche des comtes de Warwick, de Worcester, de Bedford.
Hugues 1er seigneur de Beauchamps accompagna Guillaume le Conquérant à Hastings en 1066. Il apparaît dans le Domesday Book sous le nom d'Hugo de Belcamp tenant en chef 37 seigneuries en Angleterre et en Normandie.
Un Raoul de Beauchamp était aux côtés du duc de Normandie Robert Courteheuse à la première croisade (1096-1099).
En 1419, le château est donné par Henri V à Jean de Beauchamp de Poywiller, seigneur anglais. À la fin du XVe début du XVIe siècle, la seigneurie de Beauchamp est entre les mains d'Ambroise de Berauville, elle passa ensuite à une branche de la famille des Pierrepont, et par mariage aux There, Osmond puis de Briges. En 1820, M. de Briges vend les restes de la terre et du château.
En 1790, Thomas Néel et Jean-Baptiste Leballais représentaient Beauchamps à l'Assemblée primaire de Cérences.
Le comte Christophe de Briges (1761-1795), seigneur de Beauchamp et du Mesnil-Rogues sera fusillé lors de l'expédition de Quiberon. Barnabé (1784-1857), son fils, marquis de Briges vendra le château et les terres en 1820.

## Politique et administration

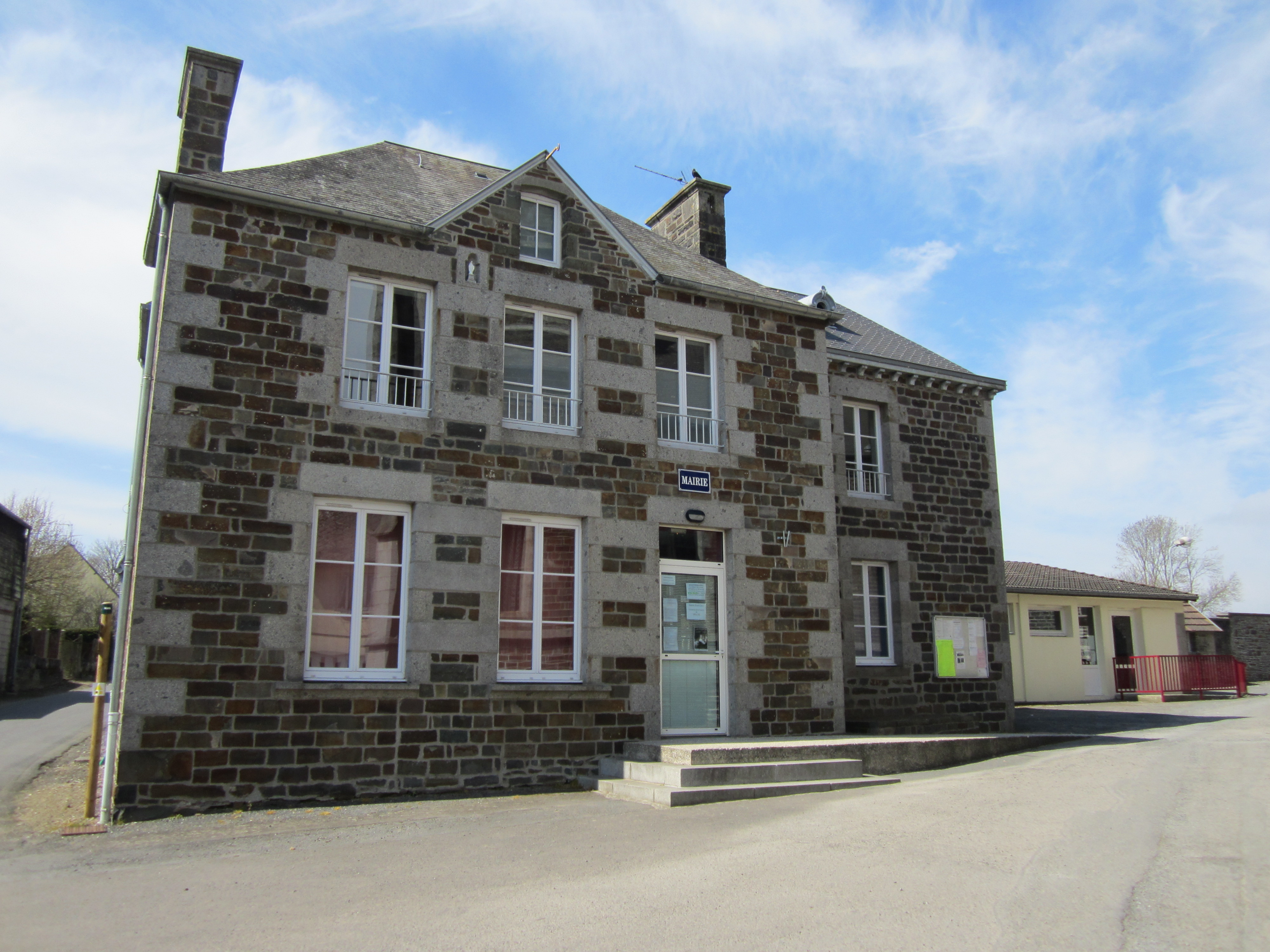
La mairie.

| Période                                                                                | Période  | Identité                     | Étiquette | Qualité                    |
| -------------------------------------------------------------------------------------- | -------- | ---------------------------- | --------- | -------------------------- |
| 1797                                                                                   | 1808     | Pierre Chemin                |           |                            |
| 1808                                                                                   | 1815     | Jean-Baptiste Leballais      |           |                            |
| 1815                                                                                   | 1818     | Jean-Baptiste Néel           |           |                            |
| 1818                                                                                   | 1824     | Charles Leballais            |           |                            |
| 1824                                                                                   | 1830     | Thomas Leprodhomme           |           |                            |
| 1830                                                                                   | 1848     | Jean Février                 |           |                            |
| 1848                                                                                   | 1850     | Thomas Augrain               |           |                            |
| 1850                                                                                   | 1870     | Félix Lemonnyer              |           | Médecin                    |
| 1870                                                                                   | 1889     | Prosper Augrain              |           |                            |
| 1889                                                                                   | 1904     | Amand Louis Rosselin         |           |                            |
| 1904                                                                                   | 1915     | Jules Lepetit                |           | Homme de lettres           |
| 1915                                                                                   | 1929     | Amand Février                |           |                            |
| 1929                                                                                   | 1939     | Albéric Legentil             |           |                            |
| 1942                                                                                   | 1946     | Alexandre Pinault            |           |                            |
| 1946                                                                                   | 1947     | Georges Couenne dit Bouverie |           |                            |
| 1947                                                                                   | 1949     | Émile Lehérissey             |           |                            |
| 1949                                                                                   | 1968     | Georges Couenne dit Bouverie |           |                            |
| 1968                                                                                   | 1985     | Émile Lehérissey             |           |                            |
| 1985                                                                                   | 1989     | Jacques Maincent             |           |                            |
| 1989                                                                                   | 2001     | Guy Hallais                  |           |                            |
| mars 2001                                                                              | En cours | Jean-Pierre Regnault         | DVG       | Agriculteur                |
| mai 2020                                                                               |          | Jacques Canuet               |           | Retraité de l'enseignement |
| Une partie des données est issue d'une liste établie par Jean Pouëssel et René Cassin. |          |                              |           |                            |

## Population et société

### Démographie
L'évolution du nombre d'habitants est connue à travers les recensements de la population effectués dans la commune depuis 1793. Pour les communes de moins de 10 000 habitants, une enquête de recensement portant sur toute la population est réalisée tous les cinq ans, les populations de référence des années intermédiaires étant quant à elles estimées par interpolation ou extrapolation. Pour la commune, le premier recensement exhaustif entrant dans le cadre du nouveau dispositif a été réalisé en 2006.
En 2022, la commune comptait 438 habitants, en évolution de +8,42 % par rapport à 2016 (Manche : −0,31 %, France hors Mayotte : +2,11 %).
| 1793 | 1800 | 1806 | 1821 | 1831 | 1836 | 1841 | 1846 | 1851 |
| ---- | ---- | ---- | ---- | ---- | ---- | ---- | ---- | ---- |
| 660  | 608  | 691  | 711  | 728  | 678  | 692  | 682  | 727  |

| 1856 | 1861 | 1866 | 1872 | 1876 | 1881 | 1886 | 1891 | 1896 |
| ---- | ---- | ---- | ---- | ---- | ---- | ---- | ---- | ---- |
| 705  | 683  | 642  | 630  | 592  | 545  | 548  | 511  | 510  |

| 1901 | 1906 | 1911 | 1921 | 1926 | 1931 | 1936 | 1946 | 1954 |
| ---- | ---- | ---- | ---- | ---- | ---- | ---- | ---- | ---- |
| 505  | 439  | 434  | 384  | 403  | 380  | 384  | 422  | 402  |

| 1962 | 1968 | 1975 | 1982 | 1990 | 1999 | 2006 | 2011 | 2016 |
| ---- | ---- | ---- | ---- | ---- | ---- | ---- | ---- | ---- |
| 383  | 348  | 314  | 299  | 314  | 354  | 374  | 376  | 404  |

| 2021 | 2022 | - | - | - | - | - | - | - |
| ---- | ---- | - | - | - | - | - | - | - |
| 434  | 438  | - | - | - | - | - | - | - |

### Sports et loisirs
- Randonnée VTT et pédestre « La Beauchanaise ».
- La boucle de Beauchamps 10 km (2 h).

### Cultes
L'église dépend de la paroisse Saint-Pierre et Saint-Paul du doyenné du Pays de Granville-Villedieu.

## Économie
On a longtemps exploité des carrières d'où était extraite la « pierre de Beauchamp », notamment au bois Bourgourd. La dernière a fermé en 1995.

## Lieux et monuments
- Ruines de l'ancien château médiéval de la famille de Beauchamps, souche des comtes de Warwick, de Worcester et de Bedford[25]. Il en subsiste de rares vestiges sur le promontoire dominant l'Airou, face à Dragueville. Les restes du château sont accessibles par un chemin forestier après la ferme de la Bourgouderie[36],[Note 6].
- Ancienne église démolie après un incendie au XIXe siècle[25]. Il n'en subsiste que la chapelle sud, dans le cimetière de Beauchamps, en contrebas du bourg. Elle abrite un haut-relief saint Georges à cheval terrassant le dragon du XVe classé au titre objet aux monuments historiques[37]. La chapelle conserve également les statues de sainte Catherine d'Alexandrie mutilée du XVe, et une statue d'un saint évêque mutilé du XIVe[25].
- Nouvelle église Saint-Crépin et Saint-Crépinien (1865), en granit et pierre avec tour-porche carrée en façade de la nef. L'église est construite au milieu du bourg, sur le côté nord de la route principale D 924 (axe Villedieu-Granville, ancienne N 24bis). Bâtie dans le style néogothique, elle est dotée d'un clocher à toit plat en façade. Elle abrite une Vierge à l'Enfant du XIVe classée au titre objet aux monuments historiques[38] ainsi qu'une statue de saint Gerbold du XVe[25].
- Cinq croix de chemin et une croix de cimetière (1667)[25].

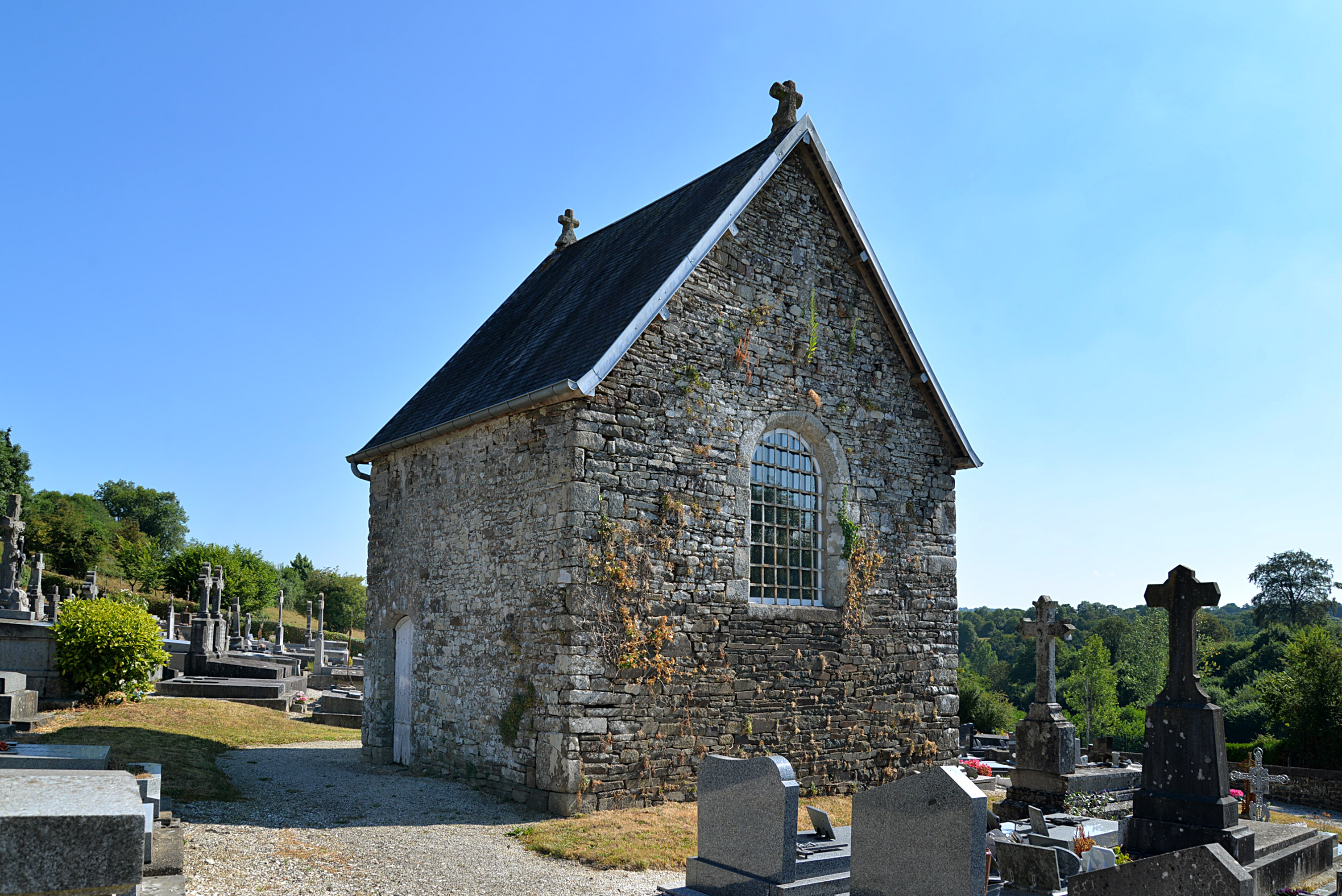
La chapelle du cimetière.
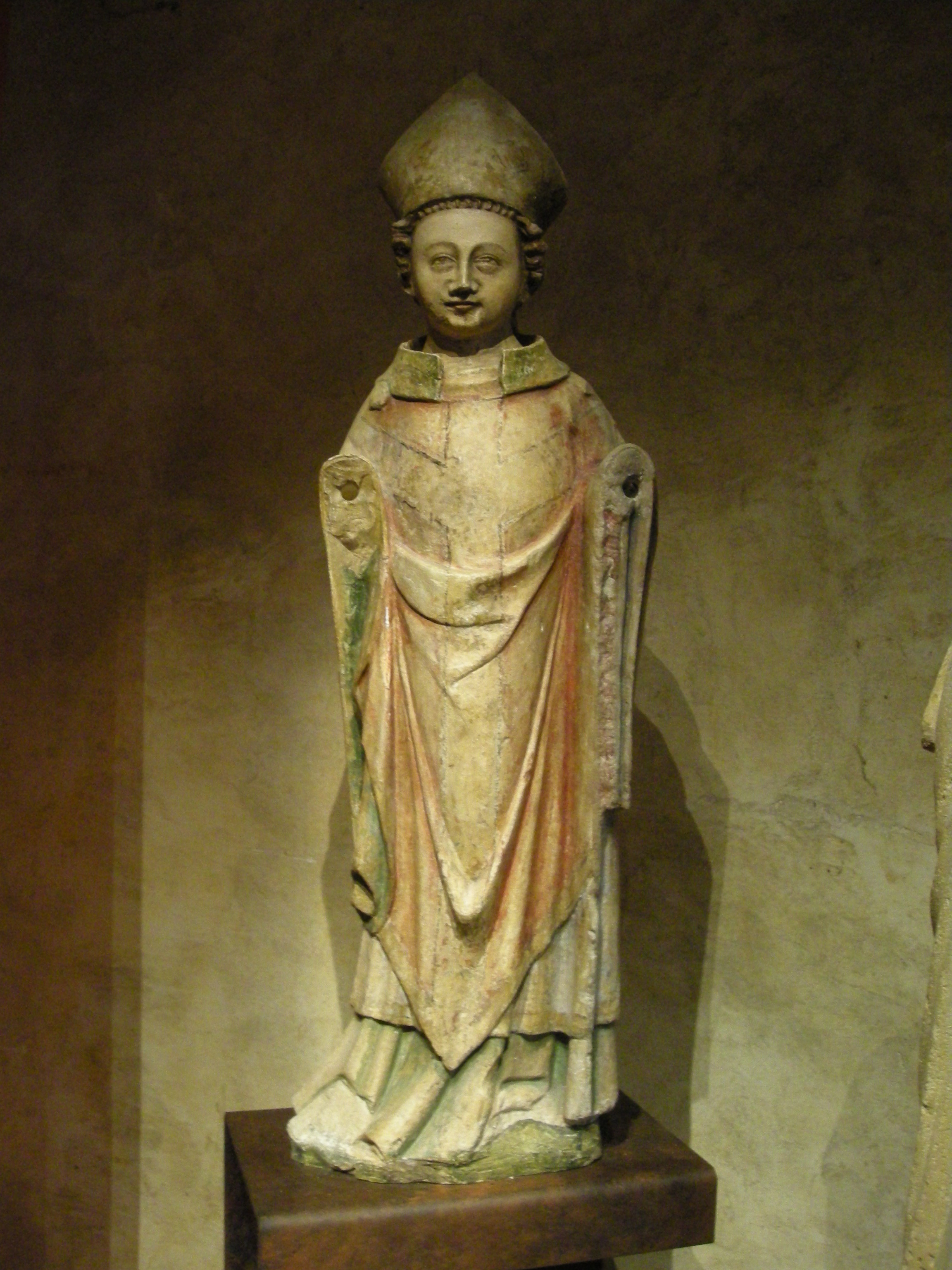
Statue en calcaire d'un saint évêque (chapelle du cimetière).
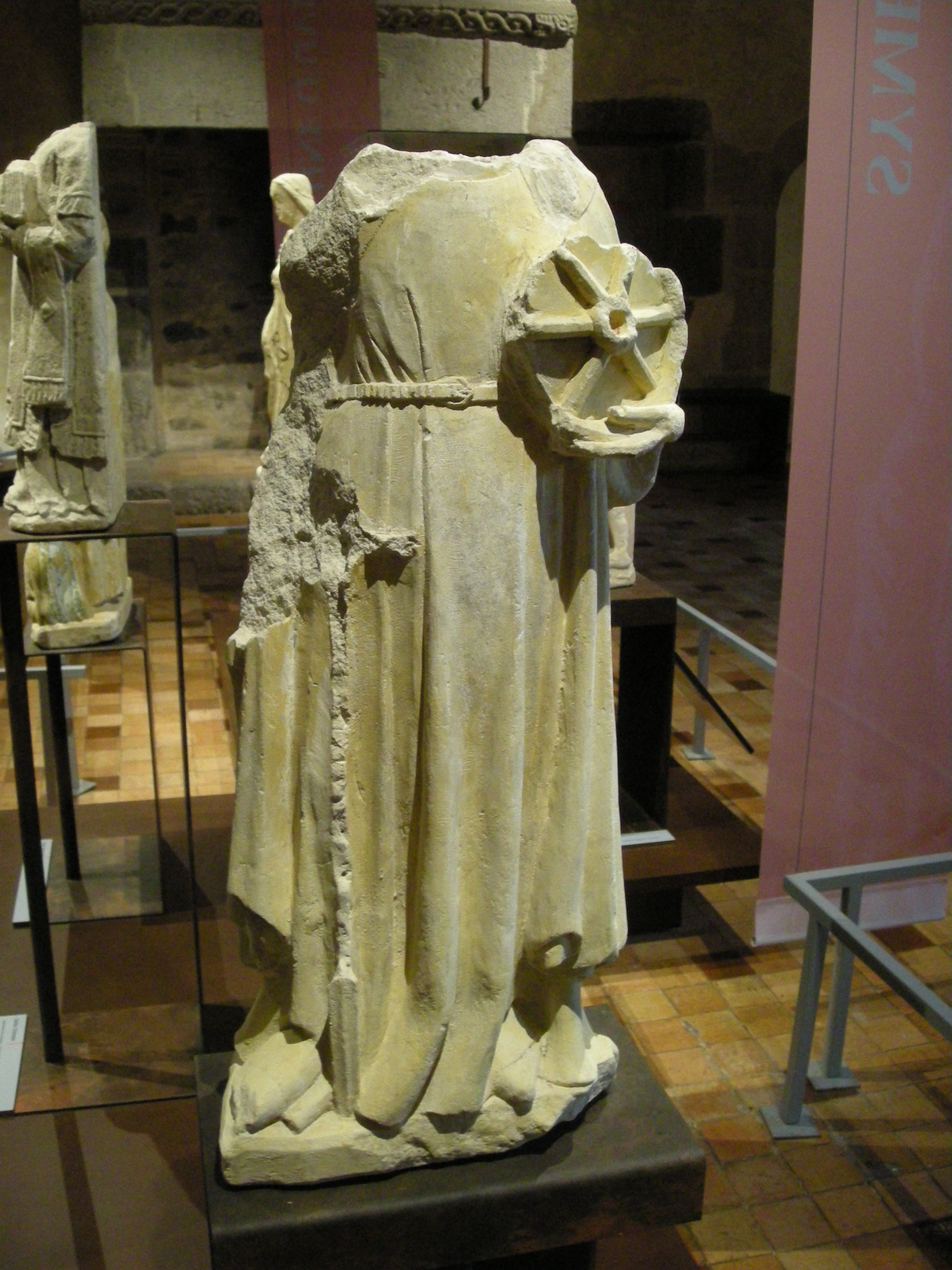
Statue de sainte Catherine d'Alexandrie (chapelle du cimetière).
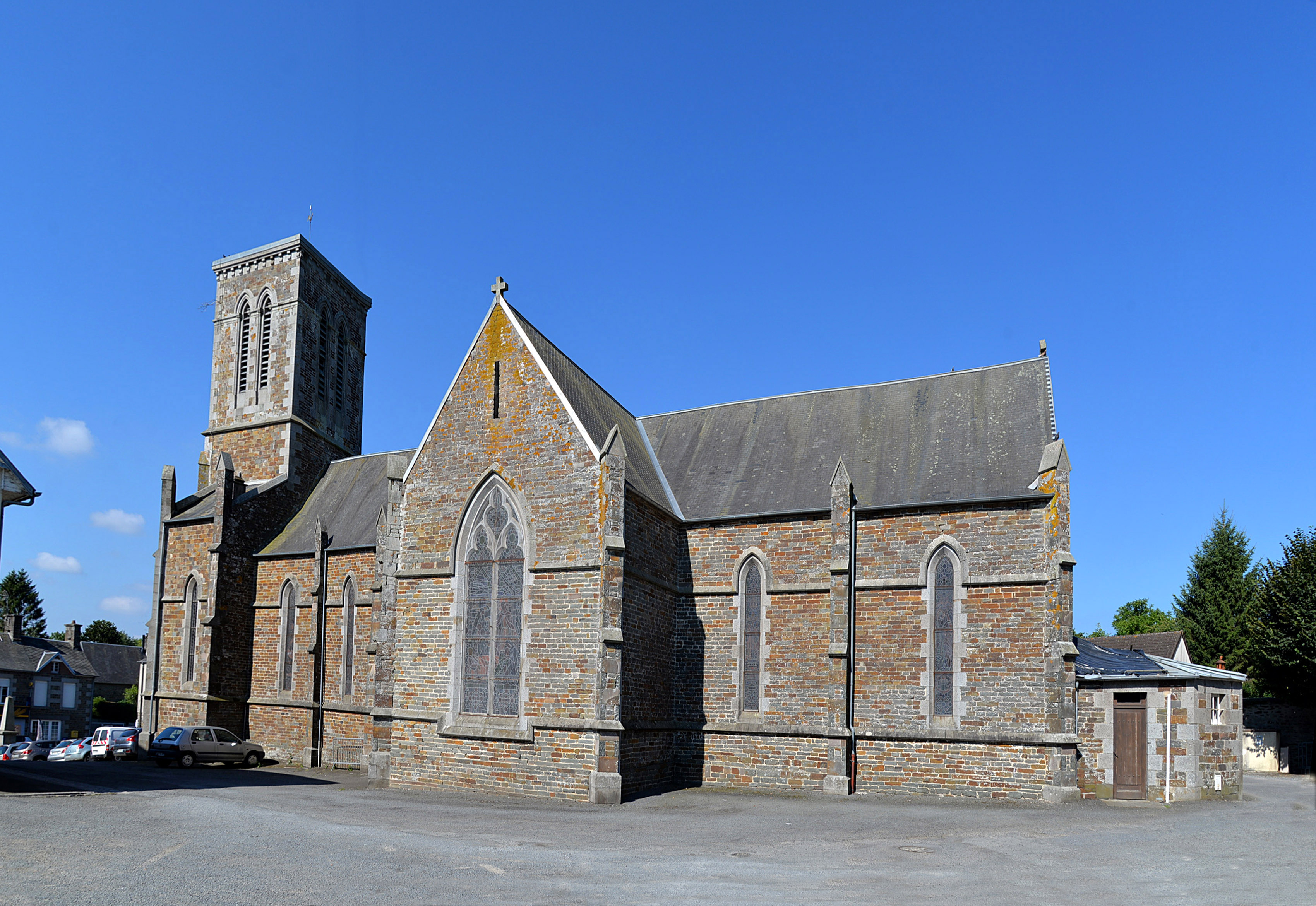
L'église Saint-Crespin.
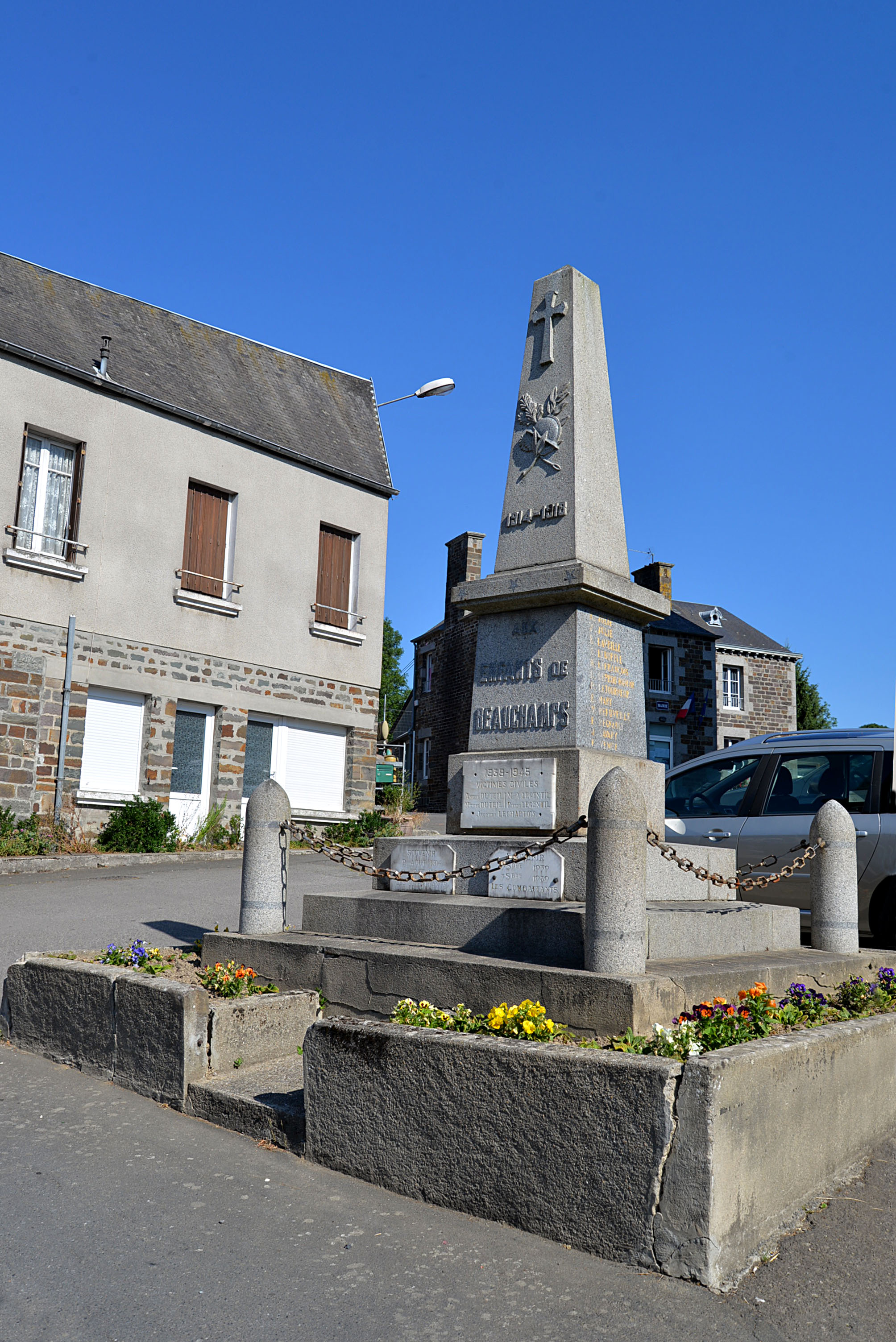
Le monument aux morts.

## Personnalités liées à la commune
- Les de Beauchamp, comtes de Warwick.
- Richard de Beauchamp, 1er comte de Worcester.